# Yupik sibérien central
Pour les articles homonymes, voir Yupik.
Le yupik sibérien central, également dénommé Yupik de Sibérie et de l'île Saint-Laurent, Yuit, Jupigyt est une des langues yupik, de la famille des langues eskimo-aléoutes. Elle est parlée par la majorité des Yupiks de Sibérie, dans un dialecte appelé Chaplino ou Chaplinski, et par la plupart des mille Yupiks de l'île Saint-Laurent (appartenant à l'Alaska, au sud du détroit de Béring), qui font usage d'un dialecte propre.